# Vnučka (Willenpart)

Marjan Willenpart je dramo Vnučka ustvaril leta 1964 v Buenos Airesu.

## Osebe
- Babica
- ga. Zaplotnikova, mama
- Eva, Jože, Polona, njeni otroci
- Avgust Trontelj, Polonin mož
- Mila, Jožetova žena
- Viktor Sviligoj
- Igor
- Ignacio

Čas: sedanji. Kraj: Buenos Aires.

## Povzetek

### 1.dejanje
Eva se z babico, ki je svobodnega duha, zelo dobro razume, zaupa ji, kako jo neki neznanec - ki ji je močno všeč - zasleduje z avtom; huda je, ker se le vozi za njo in ji trobi, nagovoriti pa si je ne upa. Pritoži se tudi nad mamo, ki je tiranka in ozkosrčna, odpira ji pisma, kritizira njene prijatelje, njen okus ... Pride prijatelj Igor. Eva ga prosi, naj poizve, kdo je njen oboževalec, naj se spozna z njim in ji ga predstavi - lahko ga zveže ali vklene, da ga le pripelje k njej. Igor po daljšem obotavljanju obljubi. - Medtem ko se Eva napravlja za koncert – na njem bo pela solo – se zbere vsa družina, povabljeni so na večerjo. Eva je hudo razočarana, do moro no koncert sama.

### 2. dejanje
Po večerji mama zaskrbljeno poroča o Evinem vedenju: da ima celo vrsto prijateljev, zdaj se drži zlasti enega, z brado in dolgimi lasmi, groza, pa še »negro« (domačin) je povrh. Družina vznemirjeno pretresa, kaj storiti; po mnogih komičnih predlogih, ki navzoče pokažejo v kaj   nesimpatični luči, sklenejo, da je treba Evino neprimerno ljubezen izpodbiti z novo ljubeznijo: v poštev pride Viktor, sin slovenskega tovarnarja iz Mendoze, treba ju je seznaniti. Babica ugovarja, da bi njeno vnučko takole prodajali. Sredi prepira se vrne Eva z bradačem, on vzame od nje nekaj knjig in se vljudno poslovi, družina pa Evi slovesno razodene svojo skrb zanjo in jo strogo posvari, naj vendar neha hoditi s tem tujcem. Eva se upre, da Ignacio zanjo ni tujec, ona je prav toliko Slovenka kot Argentinka, živeti hoče svobodno, nevklenjena v njihove zastarele nazore. Družina ponori, z mamo na čelu, očita ji izkoreninjenost, sprijenost, grozi itn. A Eva se ne da, v brk jim vrže grenko resnico svoje »vzgoje«: nenehoma je poslušala najprej o vojnih grozotah, potem o denarju pa o tem, da se ne sme družiti s tujci. Hvaležna je za vse, a naj ne barantajo z njo, naj se ne vtikajo v njeno življenje; Ignacia je učila slovenščine, ljubezen in poroko pa so sfantazirali sami, saj je Ignacio »marikon« (homoseksualec). Še preden si družina opomore od šoka, se pojavi Igor, za seboj vleče vklenjenega - Viktorja. Mlada ljubezen je bila sama našla najboljšo pot, Eva in Viktor se združita v srečnem poljubu.